# Макаров-Кротков, Александр Юрьевич
Алекса́ндр Ю́рьевич Мака́ров-Кро́тков (настоящая фамилия Макаров; род. 26 мая 1959, пос. Советский, Крымская область, СССР) — русский поэт, переводчик поэзии, прозаик. Представитель поэзии минимализма.

## Биография
Александр Макаров родился 26 мая 1959 года в посёлке Советский в восточном Крыму. В 1960—1963 гг жил в Германской Демократической Республике. С 1963 года — в Подмосковье и Москве. Окончил Московский государственный институт культуры в 1982 году. Работал библиотекарем, редактором.

## Творчество
Первые поэтические публикации появились в «самиздате» (в частности, в 1988 году выпустил номер машинописного журнала «Этап», в котором были стихи Марины Андриановой, Ивана Ахметьева, Андрея Корфа, Михаила Файнермана и его собственные) и в «тамиздате» (эмигрантские литературные издания «Континент» и «Мулета», Париж, 1989).
Печатался в журналах «Юность», «Октябрь», «Новое литературное обозрение», «Дружба народов», «Арион», «Иностранная литература», "Цирк «Олимп», «Византийский ангел» (Киев), «Воздух», «Новая реальность», «Дети Ра», «Окно» (Дублин), «Футурум АРТ», «Полилог», «Лиterraтура», «Новые облака» (Таллин), в альманахах «Поэзия» (Москва), «Черновик» (Нью-Джерси), «Вітрила» (Киев), «Стрелец» (Париж), «Абзац», «Паровоз», «Артикуляция», в коллективных сборниках и антологиях «Молодая поэзия-89» (М.: Советский писатель, 1989), «Время Икс» (М.: Прометей, 1989), «Антология русского верлибра» (М.: Прометей, 1991), «Площадь свободы» (М.: Веста, 1992), «Диалог без посредников» (Самара, 1997), «Строфы века» (Минск-Москва: Полифакт, 1995), «Самиздат века» (Минск-Москва: Полифакт, 1997), «Диалог без посредников» (Самара, 1997), «Солнечное подполье» (М.: Academia, 1999), «Поэзия безмолвия» (М.: А И Б, 1999), «Жужукины дети, или Притча о недостойном соседе» (М.: НЛО, 2000), «Антология русского лиризма. XX век» (М.: Сфера, 2000), «Русские стихи 1950—2000 годов: Антология (Первое приближение)» (М.: Летний сад, 2010), «Айги-книга» (СПб.: Свое издательство, 2014), «НАШКРЫМ» (Нью-Йорк: КРиК, 2014) и многих других отечественных и зарубежных русскоязычных изданиях.
Произведения А. Макарова-Кроткова переведены на английский (Великобритания, Ирландия, Нидерланды, США, Шри Ланка), армянский, белорусский, венгерский, грузинский, иврит, ирландский, испанский (Мексика), итальянский, немецкий (Германия, Швейцария), норвежский, польский, русинский, сербский, словацкий, удмуртский, украинский, французский, хорватский, чешский, чувашский, шведский и японский языки.
В переводах его произведения, в частности, публиковались в таких изданиях, как Worldview (Коломбо, Шри Ланка), «Польа» (Нови-Сад, Сербия), «Jединство» (Белград), «Кньижевна реч» (Белград), «Нобаты» (Тбилиси), Neue Zürcher Zeitung (Цюрих), ESZAK-Magyarorszag (Венгрия), Literatura na Swiecie (Варшава), Ulaznica (Белград), Lettres russes (Париж), «Градина» (Белград), Czas kultury (Познань, Польша), Kelet Felol (Венгрия), Arkusz (Познань, Польша), Akcent (Люблин, Польша), Gazeta Malarzy i Poetov (Познань, Польша), Akzente (Мюнхен), Kresy (Люблин, Польша), Revue Svetovej Literatury (Братислава), Trópico de Cáncer (Мехико), Tvar (Прага), Res Publica Nowa (Варшава), Texty (Прага), Hévíz (Хевиз, Венгрия), Souvislosti (Прага), Poezija (Загреб), Shamrok (Дублин), «Књижевни магазин» (Белград), Ezredveg (Венгрия), «Београдски књижевни часопис» (Белград), Yellow Medicine Review (Миннесота, США), Brooklynrail (Нью-Йорк), Babylon (Прага), Spanyolnatha (Мишкольц, Венгрия), Alba (Нью-Йорк), Bacchanales (Сен-Мартен-д’Эр, Франция), «Летопис Матице Српске» (Нови-Сад, Сербия), The Conversant (США), Fragment (Братислава).

## Признание
- Лауреат Первого фестиваля свободного стиха им В. Хлебникова (Ленинск-Кузнецкий, 1988)
- Лауреат премии Международного поэтического фестиваля «Поэта-92» в Италии (Салерно, 1992)
- Стипендиат Балтийского центра писателей и переводчиков на Готланде (Швеция, Висбю, 1995)
- Почётный гость Международного фестиваля «Золотая середина поэзии» в Польше (Кутно, 2007)

## Книги
- Дезертир: Стихи. — М.: ACADEMIA, 1995. — 64 с.
- Стихи. — М.: Музей Вадима Сидура, 1996. — 16 с. (Совместно со С. Моротской).
- Стихи — II. — М.: Музей Вадима Сидура, 1998. — 16 с. (Совместно со С. Моротской).
- Потому что говорю тебе и так далее. М.: Музей В. Сидура, 1999. — 16 с.
- Тем не менее. — М.: Изд-во Р. Элинина, 2002. — 80 с.
- Конкретный сонет. — Чебоксары: free poetry, 2004. — 60 с. (Рисунки Игоря Улангина)
- Далее — везде. Книга стихов. — М.: Мосиздатинвест, 2007. — 116 с.
- Стихи для кошки. Одно стихотворение на 20 языках. — Чебоксары: Free Poetry, 2008. — 44 стр. (Рисунки Елены Кузьминовой)
- Отредактированный экспромт. — Самара: Засекин, 2013. — 80 с. (Поэтическая серия "Цирк «Олимп+TV». Предисл. С. Лейбград)
- Co můžu říct. — Havlíčkův Brod: Petrkov, 2015. — 152 стр. (На чеш. яз., пер. Яна Махонина, послесловие Алены Махониновой)

## Публикации в зарубежных антологиях поэзии
- «Silver and Steel». Anthology 20th century Russian poetry. (N.Y.: Doubleday, 1993)
- «Turspalt an der Kette. Russische Lyrik des „Arion“-Kreises.» (Dusseldorf: Grupello Verlag, 1998)
- «Nur Sterne des Alls — Zeitgenössische Russische Lyrik». Russisch-Deutsche Lyrikanthologie (Köln — Frankfurt: Kirsten Gutke Verlag, 2002)
- «A Night in the Nabokov Hotel». 20 Contemporary Poets from Russia (Dublin, Dedalus Press, 2006)
- «Spotkania Poetyckie». III Festival «Złoty Środek Poezji» (Kutno: KDK, 2007)
- «Atlantisz felé: mai orosz költők antológiája» (Budapest, 2008)
- «Pociąg do poezji. Intercity» (Kutno, KDK, 2011)
- Jerzy Czech «Wdrapałem się na piedestał». Nowa poezja rosyjska (Wołowiec, Wydawnictwo Czarne, 2013)
- «Węzły, sukienki, żagle. Nowa poezja, ojczyzna i dziewczyna». Antologia wierszy współczesnych (Kutno, KDK, 2013)
- Tomislav Rovičanac «Ruski slobodni stih / Верлибр в русской поэзии» (Zagreb, 2013) (на хорватском и русском языках)
- «Русские минималисты». Антология стихов (на армянском языке) (Степанакерт: Воги-Наири, 2016)
- «Mirror Sand». An Anthology of Russian Short Poems in English Translation (London — Tilburg: Glagoslav, 2018)